# صادر صنون
صادر صنون (اوکراینی: Іссуф Санон؛ زادهٔ ۳۰ اکتبر ۱۹۹۹) بازیکن بسکتبال اهل اوکراین است.